# Neljä Ruusua
Neljä Ruusua (Vier Rosen) ist eine finnische Rockband, die 1982 in der Stadt Joensuu in Nordkarelien gegründet wurde.

## Werdegang
Die Gruppe besteht aus Gitarrist und Sänger Ilkka Alanko, Gitarrist Petteri „Kode“ Koistinen, Bassist und Sänger Jari „Lade“ Laakkonen und Schlagzeuger Kari „Kämy“ Kämäräinen. Ihr Stil wurde in ihren frühen Jahren von Punk beeinflusst, wechselte aber mit der Zeit zum konventionellen finnischen Rock und zur Popmusik. Die beliebtesten Alben der Band sind Haloo (1992, Hallo) und Pop-uskonto (1993, Popreligion), durch welche die Band sehr berühmt wurde.
Die Band hat zwölf Alben aufgenommen, darunter zwei englische Alben, Mood (1996) und Not for Sale (1998).

## Diskografie

### Alben
- 1987 Neljä Ruusua (Vier Rosen)
- 1987 Kasvukipuja
- 1989 Hyvää päivää (Guten Tag)
- 1990 Hyvää yötä Bangkok (Gute Nacht, Bangkok)
- 1992 Haloo (Hallo, FI: Platin)
- 1993 Pop-uskonto (Popreligion, FI: Platin)
- 1994 Energiaa (Energie, Remix Sampler, FI: Gold)
- 1996 Mood (englisch)
- 1998 Not for Sale (englisch)

| Jahr | Titel                                       | Höchstplatzierung, Gesamtwochen, AuszeichnungChartsChartplatzierungen (Jahr, Titel, Platzierungen, Wochen, Auszeichnungen, Anmerkungen) | Anmerkungen                            |
| Jahr | Titel                                       | FI | Anmerkungen                            |
| ---- | ------------------------------------------- | --- | -------------------------------------- |
| 1999 | Uusi aalto                                  | FI1 Gold · (9 Wo.)FI | Erstveröffentlichung: September 1999   |
| 2000 | Popmuseo                                    | FI1 Platin · (30 Wo.)FI |                                        |
| 2001 | Valuva taivas                               | FI4 Platin · (19 Wo.)FI |                                        |
| 2004 | Karelia Express                             | FI1 Gold · (12 Wo.)FI | Erstveröffentlichung: Februar 2004     |
| 2006 | Esni-ilta                                   | FI3 (6 Wo.)FI |                                        |
| 2012 | Haloo 20v. Juhlapainos                      | FI50 (1 Wo.)FI |                                        |
| 2012 | Katkera kuu                                 | FI4 (6 Wo.)FI |                                        |
| 2013 | Poplaulajan vapaapäivä – 20 suurinta hittiä | FI13 (5 Wo.)FI | Erstveröffentlichung: 23. Oktober 2013 |
| 2015 | Euforia                                     | FI2 (25 Wo.)FI | Erstveröffentlichung: 20. Februar 2015 |
| 2018 | Mustia ruusuja                              | FI12 (2 Wo.)FI | Erstveröffentlichung: 8. Juni 2018     |
| 2022 | 1000X                                       | FI6 (4 Wo.)FI | Erstveröffentlichung: 11. Februar 2022 |
| 2022 | 40                                          | FI31 (4 Wo.)FI | Erstveröffentlichung: 2. Dezember 2022 |

### EPs
- 2017 Mustia ruusuja – Osa I (Schwarze Rosen – Teil I)
- 2018 Mustia ruusuja – Osa II (Schwarze Rosen – Teil II)

### Singles
| Jahr | Titel Album   | Höchstplatzierung, Gesamtwochen, AuszeichnungChartsChartplatzierungen (Jahr, Titel, Album, Platzierungen, Wochen, Auszeichnungen, Anmerkungen) | Anmerkungen |
| Jahr | Titel Album   | FI | Anmerkungen |
| ---- | ------------- | --- | ----------- |
| 1999 | Varjo –       | FI15 (1 Wo.)FI |             |
| 1999 | Hunningolla – | FI3 (7 Wo.)FI |             |
| 2000 | Popmuseo –    | FI19 (1 Wo.)FI |             |
| 2001 | Missä vaan –  | FI12 (7 Wo.)FI |             |
| 2004 | Popstars –    | FI4 (6 Wo.)FI |             |
| 2006 | Tahdon –      | FI17 (1 Wo.)FI |             |

Weitere Singles
- 1987 Sulje oveni
- 1987 Itkupilli
- 1989 Vastaa!
- 1989 Joulun tähti
- 1990 Matkalla
- 1990 Sukellus
- 1990 Hyvää yötä
- 1991 Elämä
- 1991 06:00
- 1992 Juppihippipunkkari
- 1992 Pullaa
- 1992 Sun täytyy mennä
- 1993 Kuka näkee
- 1993 Poplaulajan vapaapäivä
- 1994 Idänprinsessa
- 1994 Meistä jokainen
- 1994 Energiaa
- 1996 Mood
- 1996 Loving the Alien
- 1996 Come Down
- 1997 Gravitation
- 1997 Sea of Love
- 1999 Luotsivene
- 1999 Olen niin pop
- 2000 Uusi aika
- 2000 Sun täytyy mennä (Remaster)
- 2000 Yön yksinäinen
- 2001 Valuva taivas
- 2002 Nuoli ja sydän
- 2002 Yhtyneet
- 2004 Elän vain kerran
- 2004 Öisellä rannalla
- 2004 Veri
- 2006 Soudat – huopaat
- 2006 Ensi-ilta
- 2007 En voi
- 2012 Seitsemän päivää selvinpäin
- 2012 Katkera kuu
- 2012 Nuori ikäisekseen
- 2013 Toiset saa (feat. Elli Haloo)
- 2014 Sininen sunnuntai
- 2015 Ajelen
- 2015 Esirippu
- 2016 Saaronin lilja
- 2017 Sähkökitara
- 2017 Mustia ruusuja
- 2018 Älä luovuta (Noli cedere)